# Cork Harbour
Cork Harbour (irisch Cuan Chorcaí) ist der natürliche Hafen von Cork und zugleich das Ästuar des River Lee im County Cork, Irland. Er gilt als zweitgrößter Naturhafen der Welt nach Port Jackson (Sydney, Australien).

## Geographie
Cork Harbour ist die Bezeichnung für das Ästuar des River Lee.

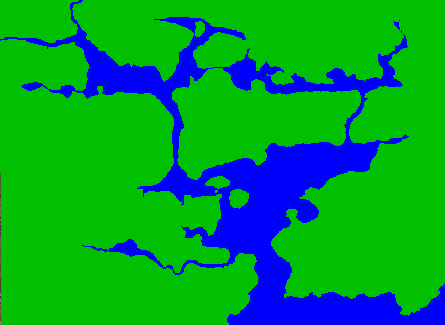
Cork Harbour/Ästuar des River Lee mit den Hafenorten Cork, Tivoli, Cobh und Ringaskiddy

Der Lee mündet in den nördlichen Teil des Cork Harbour („Upper Harbour“) bei Cork und Tivoli in das Lough Mahon, das als Special Area of Conservation unter Naturschutz steht. Hier liegen auch die Great Island und Haulbowline Island mit dem Hauptsitz der irischen Marine. Der Ästuar geht hier in den „Lower Harbour“ über. Die Tiefe des Hafens liegt hier zwischen 7 und 26 Metern.

Befestigungen an der Lower Cork Harbour mit der Marinebasis Haulbowline (A), Fort Mitchel (B), Fort Meagher (C), Fort Davis/Carlisle (D) und Fort Templebreedy (E)

## Ramsar-Gebiet
Cork Harbour ist zugleich ein Ramsar- und Natura-2000-Gebiet mit einer Fläche von 14,36 Quadratkilometern.
Cork Harbour zeichnet sich durch ein System vieler geschützter Buchten und Flussmündungen aus. Das vierteilige Gebiet wird in einem raschen Rhythmus überflutet, und das Wasser läuft auch schnell ab.
Der Lebensraum im Cork Harbour beherbergt jedes Jahr etwa 20.000 überwinternde Wasservögel. Damit handelt es sich um eines der bedeutendsten Schutzgebiete in Irland. Vögel wie die Uferschnepfe  (Limosa limosa), Tafelente (Aythya ferina) und Ohrentaucher (Podiceps auritus) finden sich hier.
Dabei ist die Umweltverschmutzung aus den Hafenanlagen die größte Bedrohung. Es ist geplant, die Kläranlagen weiter auszubauen, um die Wasserqualität zu verbessern.

## Hafen

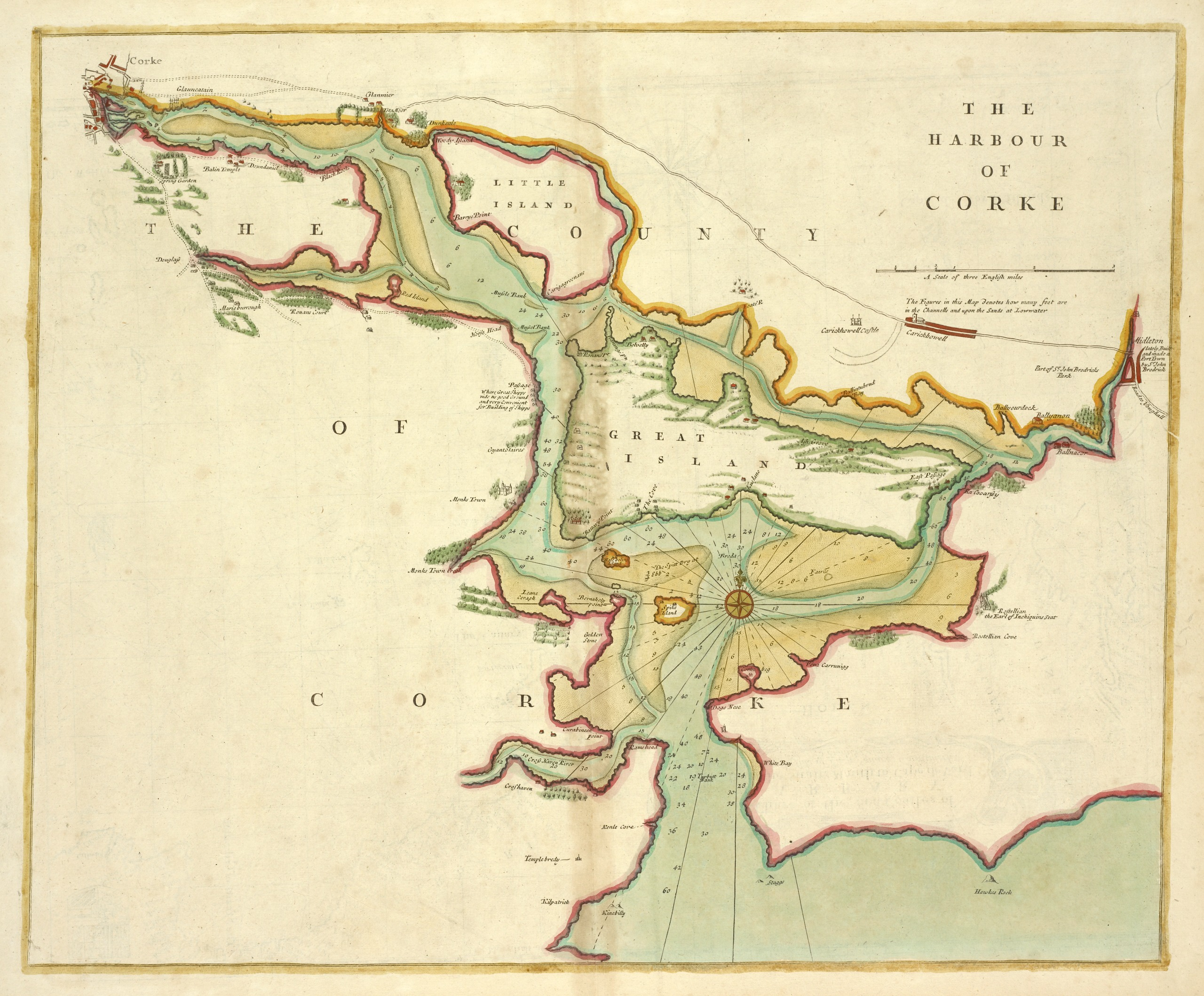
Karte von Cork Harbour aus der Zeit um 1700

Der Anleger in Cork City dient fast ausschließlich für die Verschiffung und Löschung von Getreide und Öl. Der Anleger in Tivoli ist auf Containerabfertigung sowie Öl, Erze, Vieh und RoRo-Schiffe spezialisiert. 1982 entstand in Ringaskiddy ein großes Fährterminal für die Fährverbindung von Cork nach Roskoff und von Cork nach Frankreich. 2022 wurde der neue Containerterminal in Ringaskiddy eröffnet.
Schiffe mit einer Tragfähigkeit von bis zu einer Tonnage von 90.000 DWT können die Passage zum Cork Harbour passieren. Um in Cobh anzulegen, darf die Tonnage nicht höher als 60.000 DWT sein.
2021 wurden insgesamt 281.816 Container abgefertigt.
1814 wurden die Cork Harbour Commissioners zur Verwaltung gegründet. Seit 1997 besteht die Port of Cork Harbour Company als halbstaatliches Unternehmen.

### Militärhafen
Auf der Insel Haulbowline befindet sich das Hauptquartier de irischen Marine (Irish Naval Service).

### Yacht- und Bootshafen
Ursprünglich befand sich der Yachthafen auf der Insel Haulbowline. Mit der Übernahme der Insel durch die irische Marine zog der 1720 gegründete Royal Cork Yacht Club nach Cobh.
Insbesondere in Monkstown werden Möglichkeiten zu Bootsfahrten, aber auch für das Windsurfen oder Jet-Skiing angeboten.
Weitere private Anleger finden sich in Whitegate, Passage West, Rushbrooke und Ringaskiddy.

### Masterplan Cork Harbour 2050
Bis 2050 soll es zu einer Weiterentwicklung von Cork Harbour kommen. Danach werden die Hafenanlagen in Cork City, die sog. City Quais, und in Tivoli geschlossen. Am Marino Point, auf der gegenüberliegenden Seite von Passage West werden zukünftig die Massengutfrachter und Tanker entladen. In Cobh werden die Kreuzfahrtschiffe anlanden. Bei Whitegate werden Schwerlastfrachter und Tanker anlegen.
Ringaskiddy wird weiter ausgebaut und wird somit zum Zentrum der Schiffsabfertigung.